# Герб Татановского сельсовета
Герб муниципального образования Татановский сельсовет Тамбовского района Тамбовской области Российской Федерации.
Герб утверждён Решением Татановского сельского Совета народных депутатов от 24 октября 2011 года № 159.
Герб внесён в Государственный геральдический регистр Российской Федерации под регистрационным номером 7365.

## Описание герба
«В лазоревом поле над образующими золотую оконечность склонёнными влево колосьями, слева вверху — червлёный возникающий вписанный шар и три серебряных взлетающих косвенно влево журавля, показанных со спины, два и один, причём второй из них обременяет шар».

Герб Татановского сельсовета может воспроизводиться с вольной частью в соответствии со ст. 4 Закона Тамбовской области от 27 марта 2003 года № 108-З «О гербе Тамбовской области».
Герб Татановского сельсовета в соответствии с Методическими рекомендациями по разработке и использованию официальных символов муниципальных образований (Раздел 2, Глава VIII, п.п. 45-46), утверждёнными Геральдическим советом при Президенте Российской Федерации 28.06.2006 года может воспроизводиться со статусной короной установленного образца.

## Символика герба
Село Татаново — одно из старейших сел Тамбовской области. Впервые оно упоминается в писцовой книге Федора Чеботова за 1623 год — за 13 лет до основания Тамбова. Первыми жителями Татаново были казак, которые были расселены здесь для охраны границ Российского царства. Со временем город-крепость Тамбов и прилегающие к нему села, в том числе и Татаново, утратили своё оборонное значение. И постепенно из окраинного поселения на границе Русского государства село Татаново оказалось, чуть ли не в центре Европейской части Российского государства. Бывшие казаки начали заниматься выращиванием пшеницы, других зерновых культур, овощей.
Герб языком символов и аллегорий отражает природные, исторические и экономические особенности Татановского сельсовета:
— выходящий шар-солнце и золотое поле из хлебных колосьев аллегорически отражают освоение этого края, начавшееся с переселенцев-казаков защищавших рубежи государства и обрабатывающих землю. Солнце — символ тепла, света, самой жизни. Хлебный колос — символ достатка, единения и возрождения.
— журавли, устремлённые к диску солнца, символ высокой духовности наших соотечественников, символ памяти о погибших за Россию, символ бессмертия.
Символика цветовой гаммы герба:
— красный цвет — символ труда, мужества и жизнеутверждающей силы, красоты и праздника.
— лазурь — цвет чистого мирного неба над жнивьем, символ возвышенных устремлений, искренности, преданности, возрождения.
— золото — символ урожая, величия, богатства.
— серебро — символ чистоты, открытости, божественной мудрости, примирения.
Герб Татановского сельсовета разработан Союзом геральдистов России.
Авторы герба: идея герба — Константин Моченов (Химки), Михаил Чуксин (с. Татаново), Сергей Янов (п. Малаховка); художник и компьютерный дизайн — Ирина Соколова (Москва); обоснование символики — Вячеслав Мишин (Химки).